# Suruceni
Suruceni est une commune du raion de Ialoveni en République de Moldavie.
Sa population était de 2 995 habitants au recensement de 2014.
Depuis 1785 le monastère Saint-Georges de Suruceni accueille une communauté de religieuses orthodoxes qui cultivent des terres en bordure du village et entretiennent deux églises monastiques.